# Ciśnienie bezwzględne
Ciśnienie bezwzględne (absolutne) – ciśnienie wyznaczane względem próżni doskonałej, której ciśnienie wynosi 0.